# Kawasaki Z 900RS
 (septembre 2024).
Vous pouvez aider à l'améliorer ou bien discuter des problèmes sur sa page de discussion.
- Son texte doit être wikifié : il ne correspond pas à la mise en forme Wikipédia (style, typographie, liens internes, liens entre les wikis, etc.). (Marqué depuis août 2024)

La Z 900RS est un modèle de moto de milieu de gamme, dérivée du Roadster Z900 et produit depuis 2018 par le constructeur japonais Kawasaki (chez Kawasaki, l'appellation « Z » désigne toujours des modèles à quatre temps). Elle se singularise par un design Néo-rétro reprenant l'esthétique de modèles phares de la marque des années 1970 et privilégie le confort à la sportivité.

## La Z900 RS
La Kawasaki Z 900RS apparaît en 2018, reprenant le codes esthétiques de la 900 Z1 produite avec succès dans les années 1970. Elle est classée dans la catégorie des Roadsters Néo-rétro comme, par exemple, ses concurrentes BMW R Nine T ou Triumph Speed Twin. Dans la même gamme Kawasaki propose un second modèle, la Z 650 RS a l'esthétique proche mais basée sur le modèle Z 650 disposant d'un Moteur bicylindre en ligne. Si elle réutilise largement la base technique du roadster Z900 (moteur, fourche, bras oscillant…) elle s'en démarque néanmoins garce à des modifications apportées au moteur, réduisant la puissance mais accentuant le couple, et, par des raffinements techniques tels les amortisseurs avants et arrières totalement réglables et les étriers avants radiaux. Il est à noter que la Z 900 au style "Sugomi" est fabriquée en Thaïlande alors que la Z 900RS est fabriquée au japon dans le site historique d'Akashi.
Une version café racer est disponible, incluant un guidon rabaissé ainsi qu'une tête de fourche "bulle" apportant un supplément de sportivité.
Une version "SE" reçoit une livrée jaune et noire exclusive ainsi qu'une fourche avant "dorée", un amortisseur arrière Ohlins et des freins Brembo (entreprise). Cette version n'est pas disponible sur le "Café Racer"

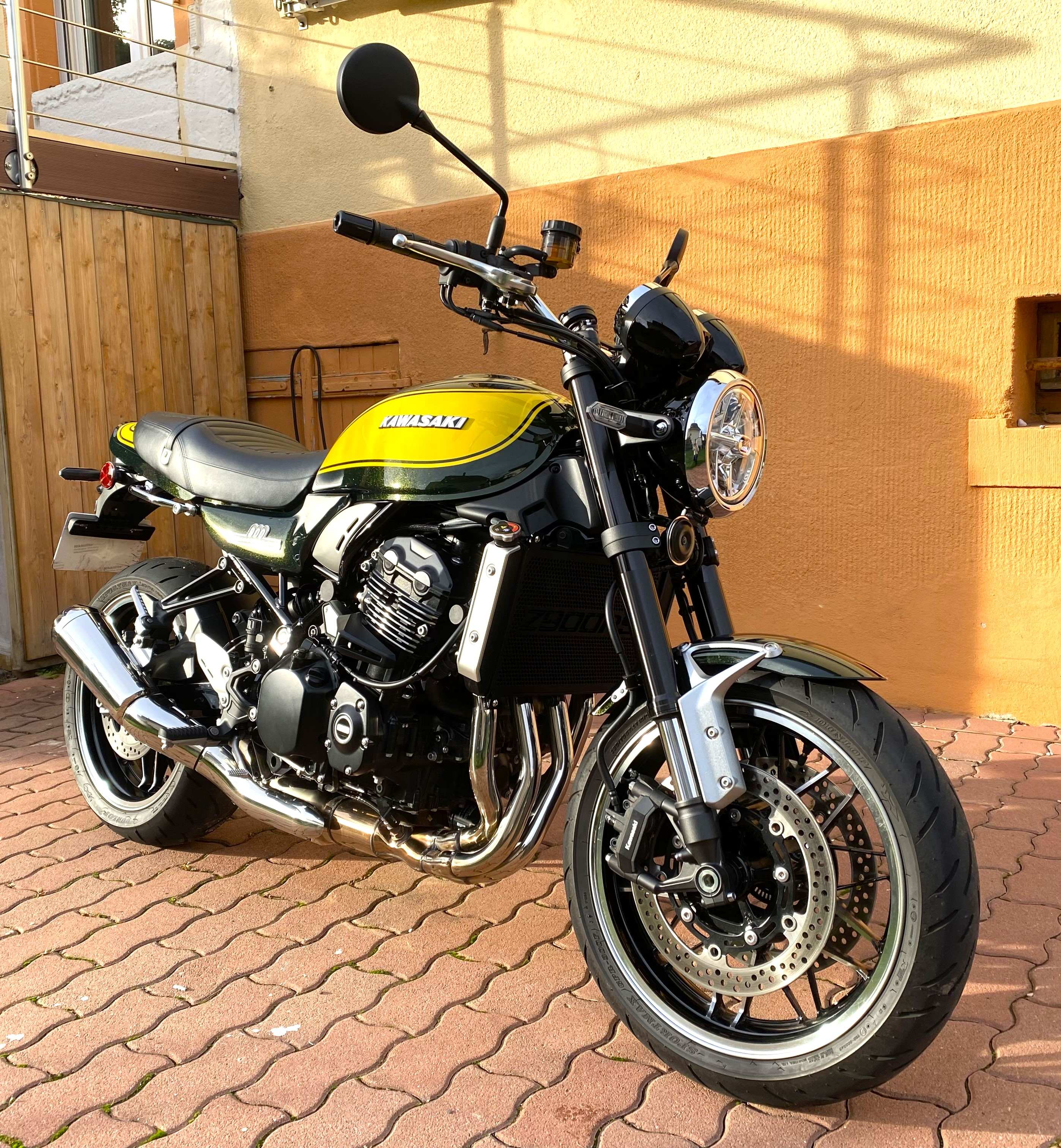
Z 900RS 2024 "Yellow Ball"

Chaque année le modèle est décliné dans des teintes différentes, s'inspirant parfois d'anciennes livrées de la devancière 900 Z1 (Yellow Ball par exemple).

## Descriptif technique
La Z 900RS fait appel pour son châssis à un treillis tubulaire soudé.
Elle est motorisée par un moteur à quatre cylindres en ligne normalement aspiré de 948 cm3 refroidi par eau (les ailettes n'ont qu'une fonction esthétiques). Il transmet sa puissance à la roue arrière via une boite 6 vitesses et une transmission finale par chaine. La distribution est confiée à deux arbres à cames en têtes. Le moteur utilise l'Injection electronique et respecte la norme Euro 5.
L'amortissement avant est de type "fourche inversée" d'un diamètre de 41 mm tandis que l'arrière fait appel à seul combiné ressort/amortisseur central fortement incliné ("backlink" selon la taxonomie Kawasaki.
Le freinage avant est assuré deux disques de 300 mm et étriers 4 pistons tandis que l'arrière a un seul disque de 250 mm et un étrier simple piston.
L'électronique est basique, dans l'esprit d'un modèle "rétro", incluant l'obligatoire ABS et un antipatinage dé connectable et réglable sur 2 niveaux.
La moto pèse 215 kg avec les pleins de liquide et repose sur deux roues de 17 pouces, en 120 mm à l'avant et 180 mm à l'arrière. La monte d'origine est en Dunlop SportMax.

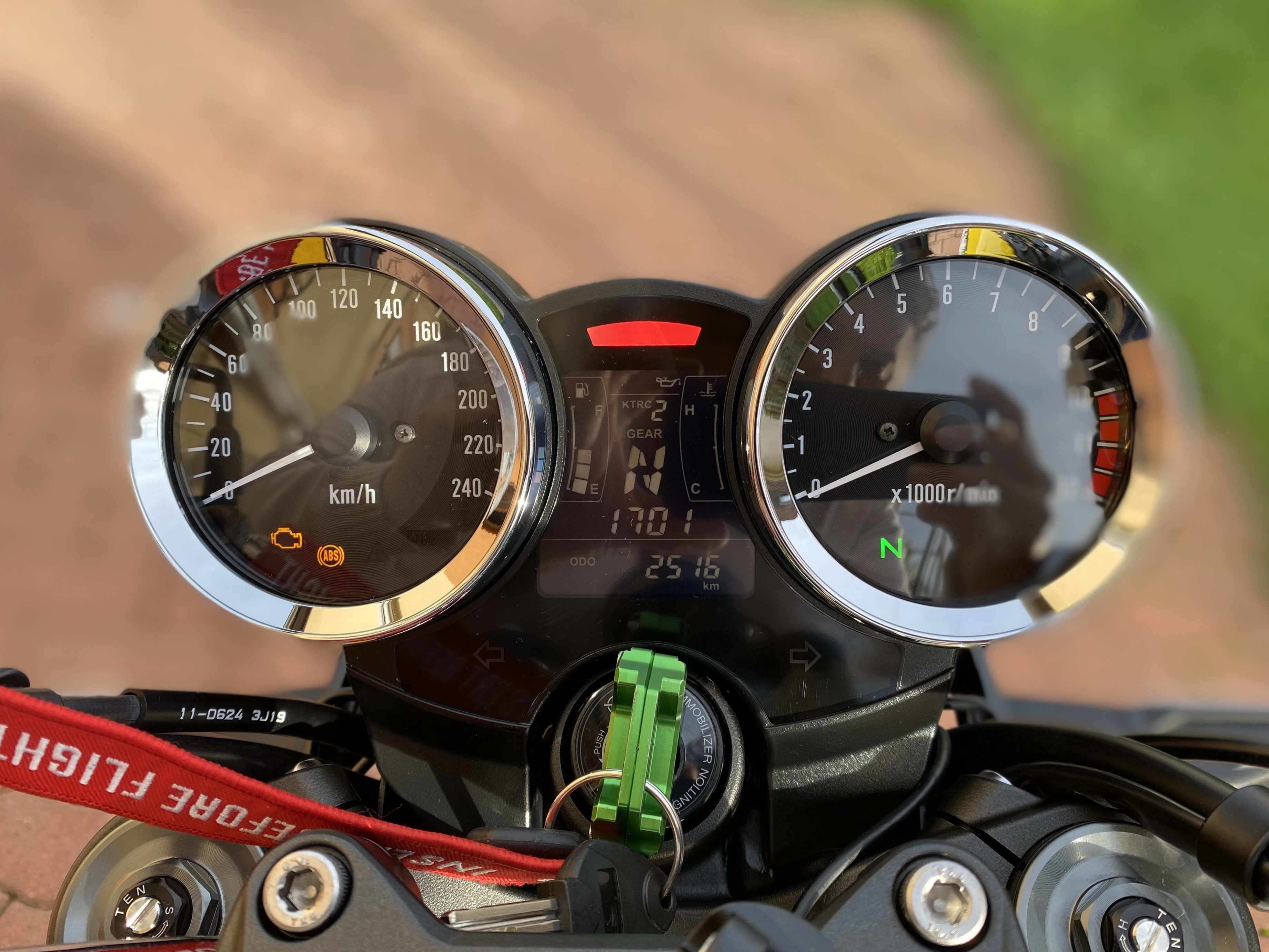
Z 900RS dashboard

Le tableau de bord reprend les codes des anciens modèle avec deux cadrans circulaires bordés de chrome et indiquant la vitesse graduée jusqu'à 240 km/h et le compte-tours dont la zone rouge débute à 10 000 tours par minute. Kawasaki a placé un discret écran LCD au milieu de ces deux cadrans sur lequel s'affichent les autres informations essentielles tels le niveau de carburant, la température de l'huile, le rapport engagé ainsi que les classiques trip A, trip B, consommations moyennes, températures.